# Toni Comín
Antoni Comín i Oliveres, dit Toni Comín, né le 7 mars 1971 à Barcelone, est un homme politique espagnol comptant parmi les dirigeants du mouvement indépendantiste catalan.
Fils du militant communiste chrétien Alfons Carles Comín, il entre en politique en 2004 comme député au Parlement de Catalogne sous les couleurs de Ciutadans pel Canvi, une plate-forme de gauche fédéraliste proche du Parti socialiste (PSC). Il rejoint ce dernier en 2011, un an après la fin de son deuxième mandat parlementaire.
Il rejoint rapidement le secteur souverainiste de la gauche catalane et se dit favorable au droit à l'autodétermination. Il quitte ainsi le PSC en 2014 pour se rapprocher de la Gauche républicaine de Catalogne (ERC). Il est ainsi réélu député régional en 2015 puis nommé conseiller à la Santé du gouvernement indépendantiste de Carles Puigdemont en 2016.
Après la tenue du référendum d'indépendance de 2017, il s'installe en Belgique. Il est réélu député régional peu après, puis député européen en 2019, mais il ne peut siéger qu'à partir de janvier 2020. À cette occasion, il se rapproche d'Ensemble pour la Catalogne (Junts), mouvement politique impulsé par Puigdemont. Il est réélu au Parlement européen en 2024 comme tête de liste de Junts mais se trouve à nouveau empêché de siéger.

## Origines et carrière professionnelle
Antoni Comín i Oliveres, dit Toni Comín, naît en 1971 à Barcelone. Il est le fils d'Alfons Carles Comín, militant historique du Parti socialiste unifié de Catalogne (PSUC) et fondateur du mouvement « Les Chrétiens pour le socialisme ». Il vit avec le scénographe Sergi Corbera et est père d'une fille adoptée en 2012.
Il est titulaire d'une licence en philosophie et sciences politiques de l'université autonome de Barcelone (UAB), avec un cycle post-grade en lettres de l'université Pompeu-Fabra (UPF).
Il est ensuite professeur dans l'enseignement secondaire au collège-lycée Sagrat Cor de Barcelone puis il enseigne les sciences sociales à l'ESADE.
Il rédige plusieurs essais dans les domaines de la philosophie politique, des liens entre la politique et les religions, de la critique économique et sociale et de l'actualité politique, notamment La igualdad, un hito pendiente en 1999 et Autoridad mundial. Para un liderazgo planetario legítimo en 2005.

## Engagement autour du Parti socialiste

### Député avec Ciutadans pel Canvi

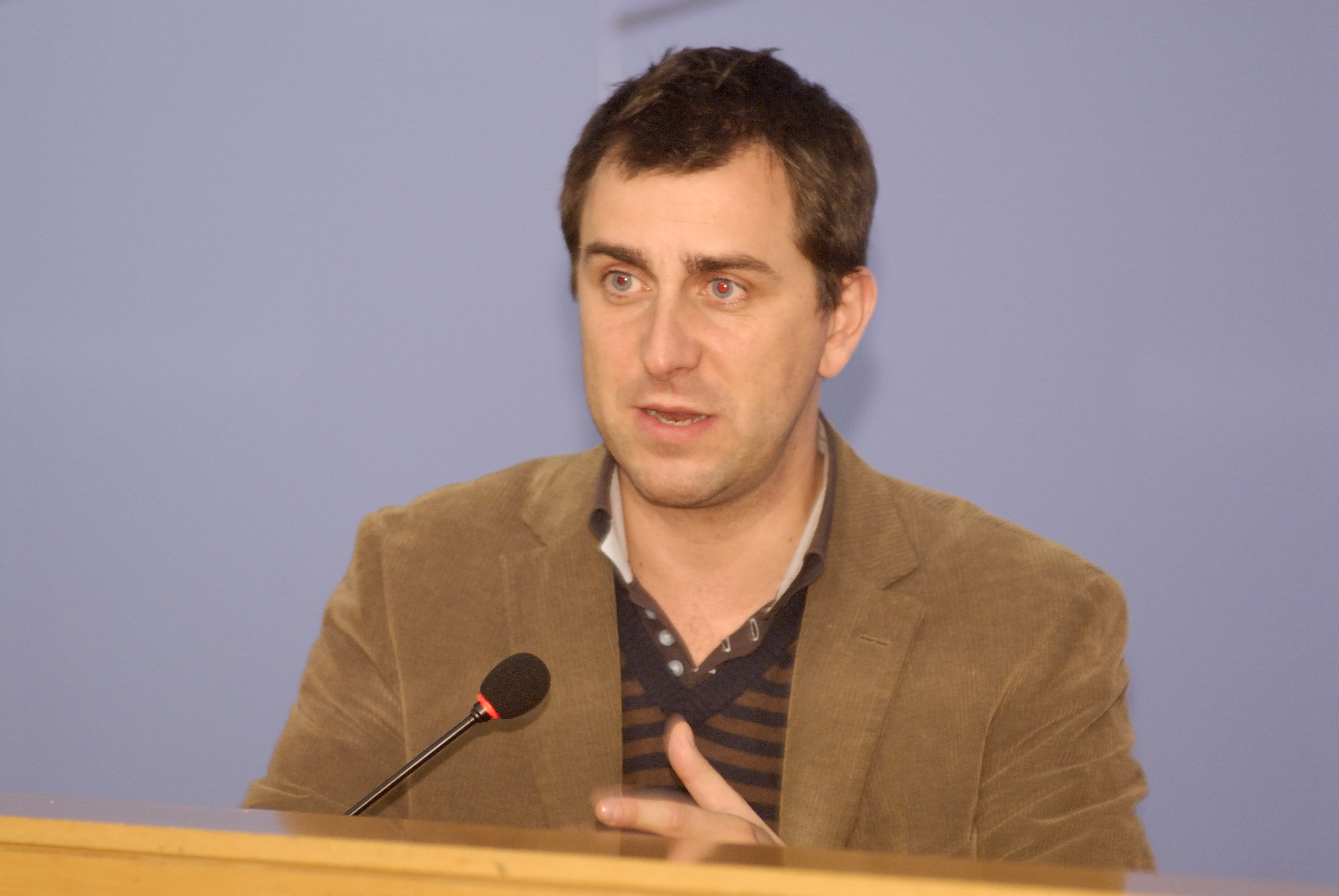
Toni Comín est député au Parlement de Catalogne entre 2004 et 2010.

Dans la perspective des élections régionales du 16 novembre 2003 en Catalogne, Toni Comín est choisi comme candidat par la plate-forme de gauche fédéraliste Ciutadans pel Canvi (ca) (CpC), qui se présente sur les listes du Parti des socialistes de Catalogne (PSC). Il n'est cependant pas élu député au Parlement de Catalogne au soir du scrutin. Le 28 juin 2004, il fait son entrée dans l'hémicycle en remplacement de Josep Maria Carbonell (ca).
Pour les élections régionales anticipées du 1er novembre 2006, il est investi en position éligible sur la liste conduite par José Montilla, alors que celui-ci procède à une relégation générale des candidats issus de Ciutadans pel Canvi. Il est ensuite réélu député. Il promeut en janvier 2010, au nom de CpC, une réforme constitutionnelle visant à transformer l'Espagne en État fédéral.
Si les statuts de Ciutadans pel Canvi lui interdisent d'être de nouveau candidat lors des élections du 28 novembre 2010, il est finalement investi par le Parti des socialistes de Catalogne après que le président de la Généralité et premier secrétaire du PSC José Montilla a acté la rupture entre les socialistes et CpC. S'il ne parvient pas à être élu, il adhère au PSC le 13 juin 2011.

### Évolution vers le souverainisme
Toni Comín lance en décembre 2013, avec d'autres personnalités du PSC ou anciennement de CpC l'association Socialisme, Catalunya i Llibertat (en français : « Socialisme, Catalogne et liberté ») qui entend promouvoir le droit à l'autodétermination sans se prononcer sur l'indépendance de la Catalogne ou la fédéralisation de l'Espagne, critique le refus du dirigeant du PSC Pere Navarro d'avoir soutenu la feuille de route souverainiste du président catalan Artur Mas. L'association rejoint quelques semaines plus tard le Pacto Nacional por el Derecho a Decidir (en français : « Pacte national pour le droit à l'autodétermination »), qui rassemble les structures favorables à un référendum sur le statut politique de la Catalogne.
Il annonce en le 5 mars 2014 qu'il a l'intention de renoncer à sa condition d'adhérent du Parti socialiste. Il justifie sa décision par le fait qu'il considère que le PSC n'est plus le « centre de gravité » de la social-démocratie en Catalogne, comme il le pensait lors de son adhésion en 2011. Il précise à cette occasion être en discussion avec la Gauche républicaine de Catalogne (ERC) afin de voir dans quelle mesure il peut « contribuer » à ce qu'ERC joue ce rôle, évoquant notamment une candidature aux élections européennes du 25 mai suivant. Il annonce le lendemain avoir refusé d'intégrer la liste des candidats d'ERC aux européennes, comme le lui avait proposé le président du parti Oriol Junqueras, car il refuse que son ralliement soit interprété comme la recherche de son intérêt personnel.

## Conseiller à la Santé de Catalogne

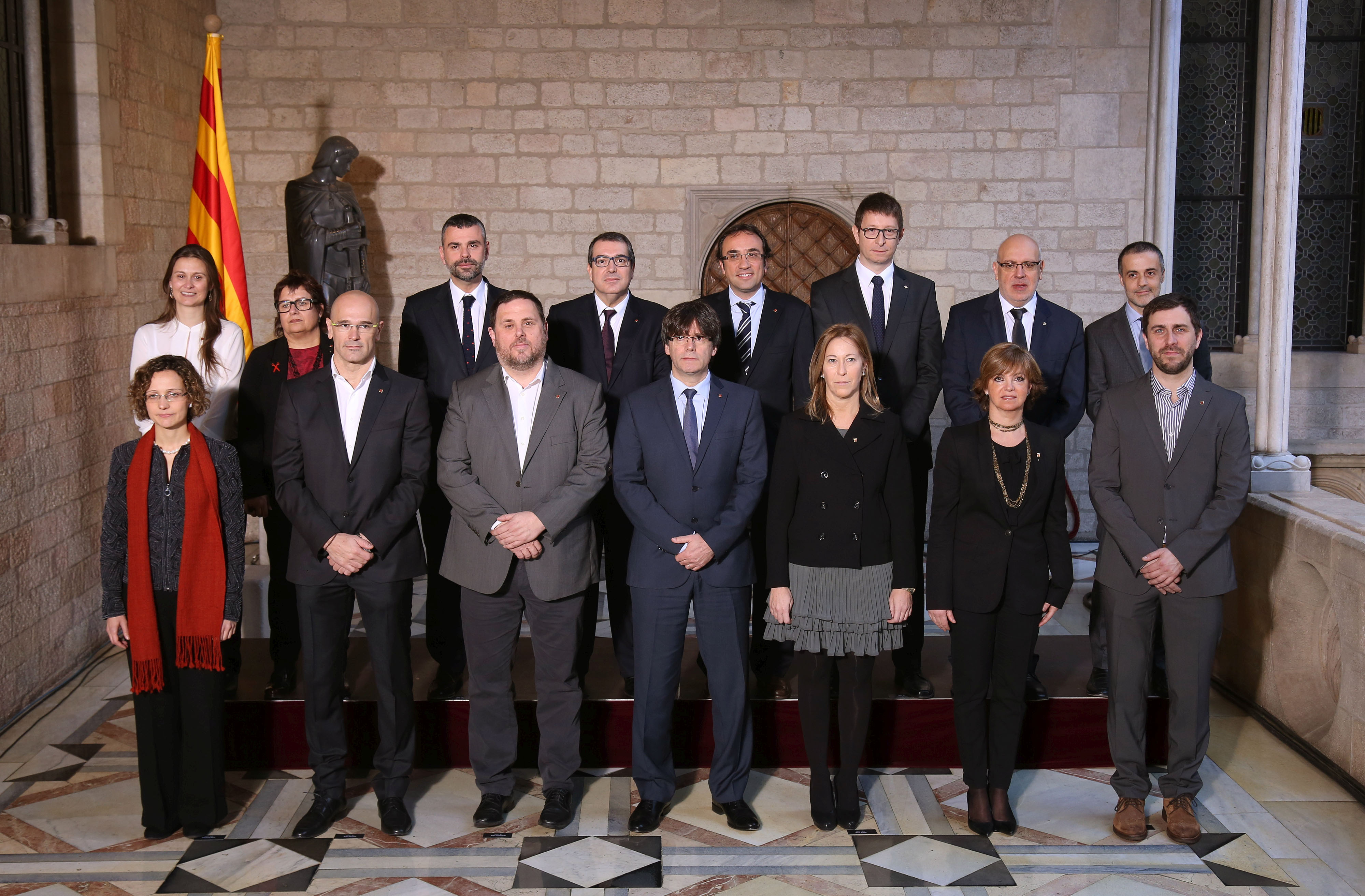
Toni Comín est nommé conseiller à la Santé du gouvernement Puigdemont en 2016.

Pour les élections régionales du 27 septembre 2015, Toni Comín est désigné par la Gauche républicaine, dont il n'est pas adhérent, pour intégrer la liste de la coalition Ensemble pour le oui (JxSí) dans la circonscription de Barcelone, occupant la 11e place. Il est alors réélu au Parlement de Catalogne et fait partie des 21 parlementaires issus ou proposés par ERC. Il participe ensuite avec Josep Rull, Marta Rovira, Raül Romeva, Neus Munté et Lluís Llach aux négociations d'investiture entre JxSí et la Candidature d'unité populaire (CUP), qui aboutissent le 11 janvier 2016 à un pacte de législature puis à l'élection de Carles Puigdemont comme président de la généralité de Catalogne.
Le 12 janvier, il est annoncé que Toni Comín occupera le poste de conseiller à la Santé. C'est la première fois depuis la fin du franquisme et le rétablissement de la généralité de Catalogne que ce poste est confié à une personnalité sans expérience dans le domaine de la santé. Au cours de son parcours politique, il n'a d'ailleurs jamais été en pointe sur les questions de santé, mais la CUP avait insisté lors des négociations avec JxSí pour que le portefeuille de la Santé ne revienne pas à une personnalité issue de la Convergence démocratique de Catalogne (CDC). Il prête serment devant Carles Puigdemont, comme l'ensemble de ses collègues, et entre en fonction deux jours plus tard. Ses principaux objectifs sont la division par deux des délais pour obtenir un rendez-vous chez un spécialiste ou programmer une opération chirurgicale, renforcer le caractère public du système de santé en expulsant notamment deux cliniques privées à but lucratif et revenir sur les mesures d'austérité adoptées depuis 2010 qui ont réduit le budget de la santé catalane de 1,3 milliard €.

## Destitution et mise en cause judiciaire

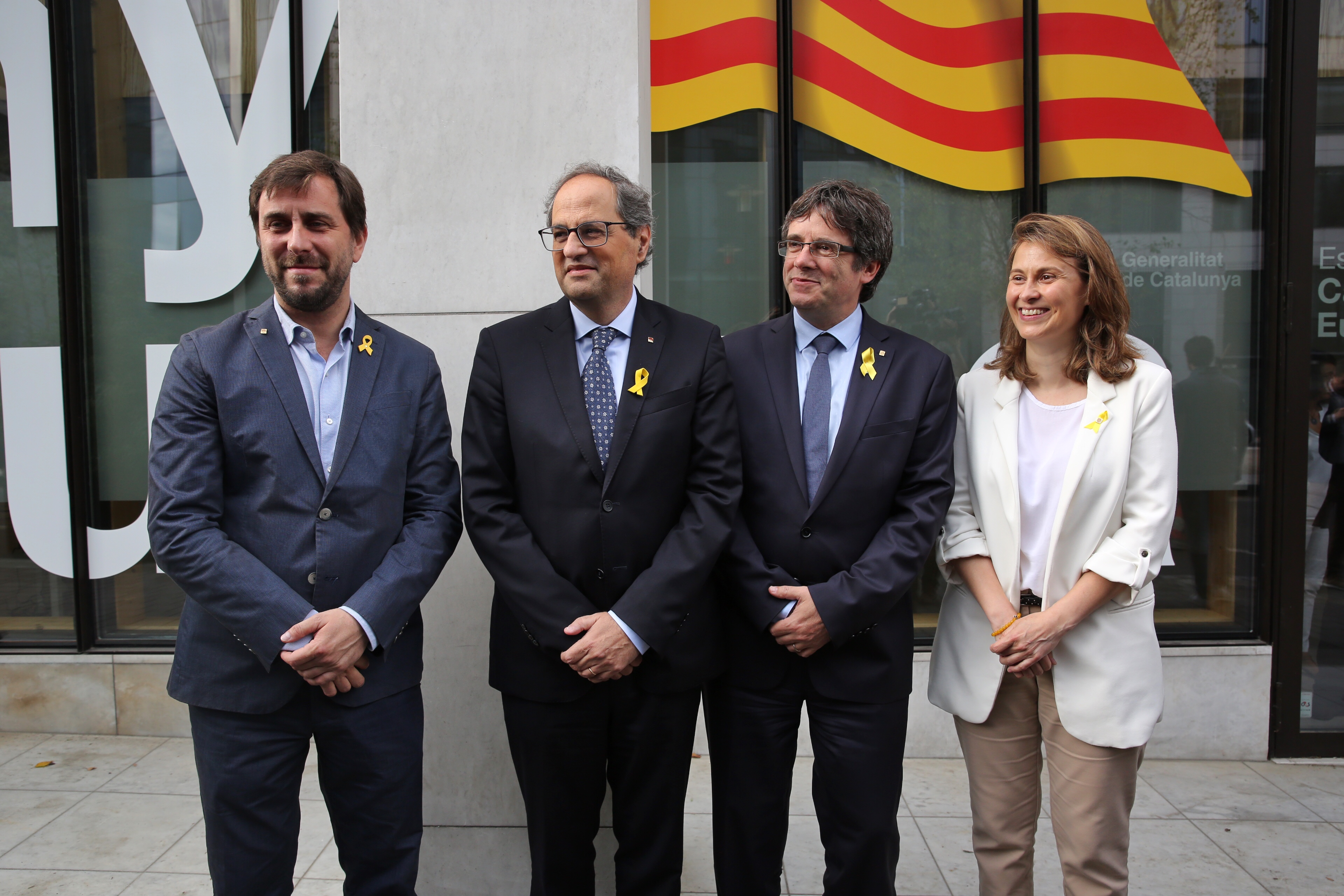
À la suite de la déclaration d'indépendance de la Catalogne, Toni Comín s'installe à Bruxelles comme Carles Puigdemont.

Toni Comín est relevé de ses responsabilités le 28 octobre 2017 par le gouvernement espagnol, en application des mesures prises sur le fondement de l'article 155 de la Constitution, qui suspend les institutions autonomes de la Catalogne. Moins de deux jours plus tard, il quitte l'Espagne pour Bruxelles, en compagnie de Carles Puigdemont et des ex-conseillers Joaquim Forn, Meritxell Borràs, Dolors Bassa et Meritxell Serret.
Tous les cinq sont entendus le 17 novembre suivant par la justice belge, en vertu d'un mandat d'arrêt européen émis à leur encontre par la justice espagnole des chefs de « rébellion » et « sédition ». Le mandat étant finalement retiré le 5 décembre par le magistrat instructeur espagnol, la justice belge prononce la clôture de la procédure neuf jours plus tard. Un nouveau mandat est finalement émis le 23 mars 2018, mais — après avoir entendu les mis en cause le 5 avril — le tribunal belge compétent refuse le 16 mai de les exécuter en raison d'un vice de forme.
Lors des élections régionales du 21 décembre 2017, il se présente dans la circonscription de Barcelone sur la liste de la Gauche républicaine de Catalogne, conduite par Oriol Junqueras, placé en détention provisoire. Il démissionne le 7 janvier 2020, en même temps que Carles Puigdemont, à la suite de son entrée au Parlement européen, ce qui accorde un nouveau vote effectif à la majorité parlementaire indépendantiste puisqu'il ne pouvait donner procuration à un autre parlementaire. Son mandat revient à Alba Metge, la première non-élue sur la liste d'ERC.
Le 19 mai 2018, le nouveau président de la généralité de Catalogne indépendantiste Quim Torra le nomme de nouveau conseiller à la Santé dans le nouveau gouvernement régional. La publication du décret de nomination est cependant suspendue puis refusée par le gouvernement espagnol, étant donné notamment le statut judiciaire de quatre des conseillers, dont Toni Comín. Le jour même, Quim Torra procède à quatre nouvelles désignations pour procéder à leur remplacement.

## Député européen
Pour les élections européennes du 26 mai 2019, Toni Comín accepte le 8 avril d'être candidat en deuxième position sur la liste d'Ensemble pour la Catalogne (JuntsXCat) conduite par Carles Puigdemont, prenant ainsi ses distances avec la Gauche républicaine de Catalogne. Le 29 avril, sa candidature est cependant rejetée par la commission électorale centrale (JEC), au même titre que celles de Carles Puigdemont et Clara Ponsatí, car tous trois se trouvent en situation de « rébellion » face à la justice, faisant ainsi droit aux arguments des recours déposés par le Parti populaire (PP) et Ciudadanos (Cs). Cette décision est cassée le 6 mai par deux juges administratifs de Madrid, conformément à l'opinion émise par le Tribunal suprême, qui constatent que les candidats remplissent les conditions pour postuler.

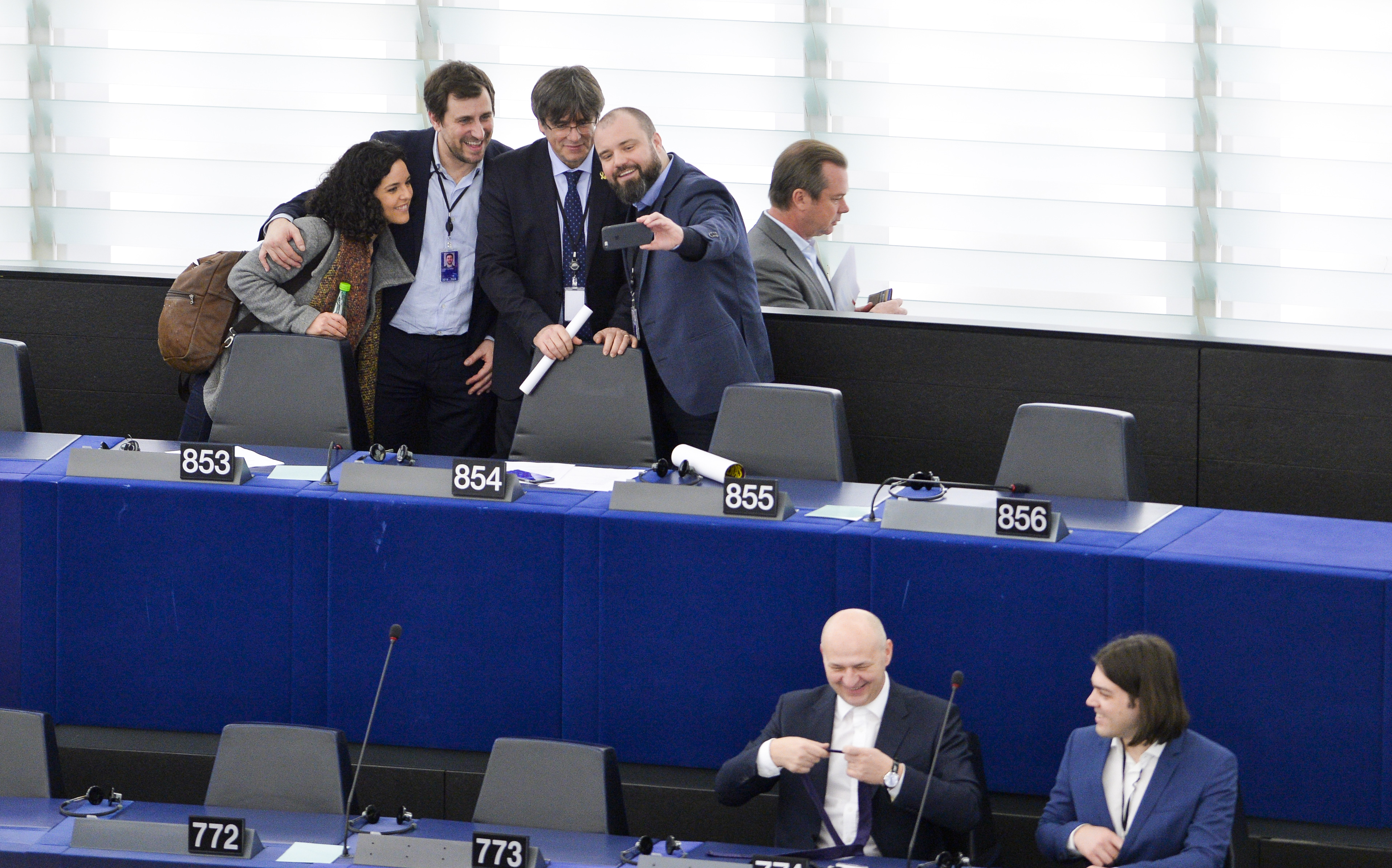
Toni Comín, élu député européen en 2019, peut siéger au Parlement européen à partir de janvier 2020.

Bien qu'il soit effectivement élu député, Toni Comín se voit refuser l'accès au bâtiment du Parlement européen le 29 mai. Les fonctionnaires considèrent en effet qu'il n'est pas formellement député européen élu puisque son élection n'a pas été notifiée au Parlement européen par la commission électorale espagnole. Il en va de même pour Carles Puigdemont. Le 21 juin, la JEC confirme que Comín, ainsi que Puigdemont et Oriol Junqueras, ne peuvent avoir acquis la condition de député européen car ils ne se sont pas rendus à Madrid pour prêter serment de fidélité à la Constitution. Le 19 décembre suivant, à la suite d'un arrêt rendu par la Cour de justice de l'Union européenne (CJUE) relatif à l'immunité parlementaire d'Oriol Junqueras, le président du Parlement européen David Sassoli reconnaît que Toni Comín jouit de la condition de député européen. Il participe à sa première séance plénière le 12 janvier 2020 et siège parmi les députés non-inscrits. Dans un arrêt rendu le 26 septembre 2024, la CJUE considère que le président du Parlement européen de l'époque Antonio Tajani avait correctement agi en refusant de reconnaître le statut d'eurodéputé de Toni Comín car il s'en était tenu à la liste transmise par les autorités espagnoles.
Le 9 mars 2021, constatant que les faits reprochés ne concernent pas son mandat et qu'ils sont antérieurs à son élection, le Parlement européen vote par 404 voix favorables la levée de son immunité parlementaire, à la suite d'une requête en ce sens formulée par le Tribunal suprême espagnol dans le dossier de l'organisation du référendum d'indépendance de 2017. Saisi contre cette décision, le Tribunal de l'Union européenne la valide le 5 mai 2023. Il présente donc le 18 septembre un pourvoi en cassation devant la CJUE contre ce jugement.
Après que Carles Puigdemont a décidé d'être chef de file aux élections régionales du 12 mai 2024 en Catalogne, Toni Comín déclare sa candidature à la tête de liste d'Ensemble pour la Catalogne (Junts) pour les élections européennes du 9 juin suivant. Il reçoit le 10 avril l'investiture de la base militante par 77 % des voix. S'il est effectivement réélu au Parlement européen, il se trouve être le seul député européen de Junts puisque sa candidature perd deux des trois sièges conquis en 2019 avec moins de 500 000 voix. Cependant, la présidente du Parlement européen Roberta Metsola refuse de lui reconnaître la qualité de député européen, donc le droit de siéger, puisque son nom ne figure pas sur la liste remise par la commission électorale espagnole, dans la mesure où il ne s'est pas rendu au siège du Congrès des députés à Madrid pour prêter serment. L'arrêt rendu le 26 septembre suivant par la CJUE validant le refus de son accréditation après les élections de 2019 met en difficulté sa capacité à intégrer le Parlement européen, Roberta Metsola ayant indiqué vouloir se soumettre aux conclusions de la justice sur la situation de 2019 pour se prononcer sur celle de 2024.

## Publications
- La igualtat, una fita pendent., Cristianisme i Justícia, 1999[54].
- « La mundialización: aspectos políticos », ¿Mundialización o conquista?, 1999.
- Los cambios son posibles, 2002.
- « Globalizar la política para democratizar la economía », Mundo global, justicia parcial, 2003.
- Autoritat mundial. Per a un lideratge planetari legítim., Cristianisme i Justícia, 2005[55].
- « Els socialistes i les religions a l'era global », Revista de Debat Polític, 2008, p. 51–59.
- Antoni Comín, Raimon Obiols, Les paraules del socialisme. Un diccionari obert per a l'esquerra de demà, Pagès, 2008[56].
- « ¿Todavía un cristianismo liberador' » (Comín, A.; Vitoria, J., Iglesia Viva (235), pàg. 49-70, 2008)
- I. Capdevila, T. Comín, J. de Miguel, E. Geli-Stenhammar, C. Guerra, M. Manonelles, J. Soles, Governabilitat democràtica global, Raima, 2009[57].
- « Notas (intempestivas) sobre el liberalismo », Liberalismo vs. Socialdemocracia, Episteme, 2010, p. 55–100.
- « "Cómo ser juez y parte y no morir en el intento": el paper del tercer sector en les polítiques socials », Revista de Treball Social, 2011, p. 9–21.
- Antoni Comín et Luca Gervasoni Vila (coord.), Democracia económica. Hacia una alternativa al capitalismo, Icària, 2011[58].
- Vèncer la crisi: socialdemocràcia i més Europa, Impuls, 2012[59].
- Santiago J. Castellá, Antoni Comín, Joana Ortega-Raya, Joffre Villanueva, Qué hacemos por una sociedad laica, Akal, 2013[60].